# Santo Antão do Tojal
Santo Antão do Tojal is een plaats (freguesia) in de Portugese gemeente Loures en telt 4192 inwoners (2001).